# Großröhrsdorf
Großröhrsdorf là một đô thị ở huyện Bautzen, bang Sachsen, Đức. Đô thị Bretnig-Hauswalde có diện tích 26,45 km², dân số thời điểm ngày 31 tháng 12 năm 2006 là 4174 người. Thị trấn có cự ly 12 km về phía tây Bischofswerda, và 22 km về phía đông bắc Dresden.